# Futsal-Bundesliga 2025/26
Die Futsal-Bundesliga-Saison 2025/26 ist die fünfte Spielzeit der höchsten deutschen Spielklasse im Futsal der Männer. Die Saison beginnt am 6. September 2025 mit dem ersten Spieltag. Anschließend folgen die Meisterschafts-Play-off und Relegation.

## Teilnehmer
Für die Futsal-Bundesliga 2024/25 sind folgende Mannschaften sportlich qualifiziert:
- Die acht besten Mannschaften der Futsal-Bundesliga 2024/25:
  -  TSV Weilimdorf (M)
  -  HOT 05 Futsal
  -  Hamburger SV
  -  FC Liria Berlin
  -  MCH Futsal Club Bielefeld
  -  Jahn Regensburg Futsal
  -  SV Pars Neu-Isenburg
- Sieger der Relegationsspiele zwischen dem Neunten der Futsal-Bundesliga 2024/25 und den Meistern der Futsal-Regionalligen 2024/25:
  -  Futsal Panthers Köln
  -  Preußen Münster
  - TuS 1860 Pfarrkirchen Futsal
- Zurückgezogen hatte sich nach der Saison 2024/25 aus wirtschaftlichen Gründen:
  -  Fortuna Düsseldorf
  -  Beton Boys München